# جایزه ساترن بهترین بازیگر نقش مکمل مرد تلویزیونی

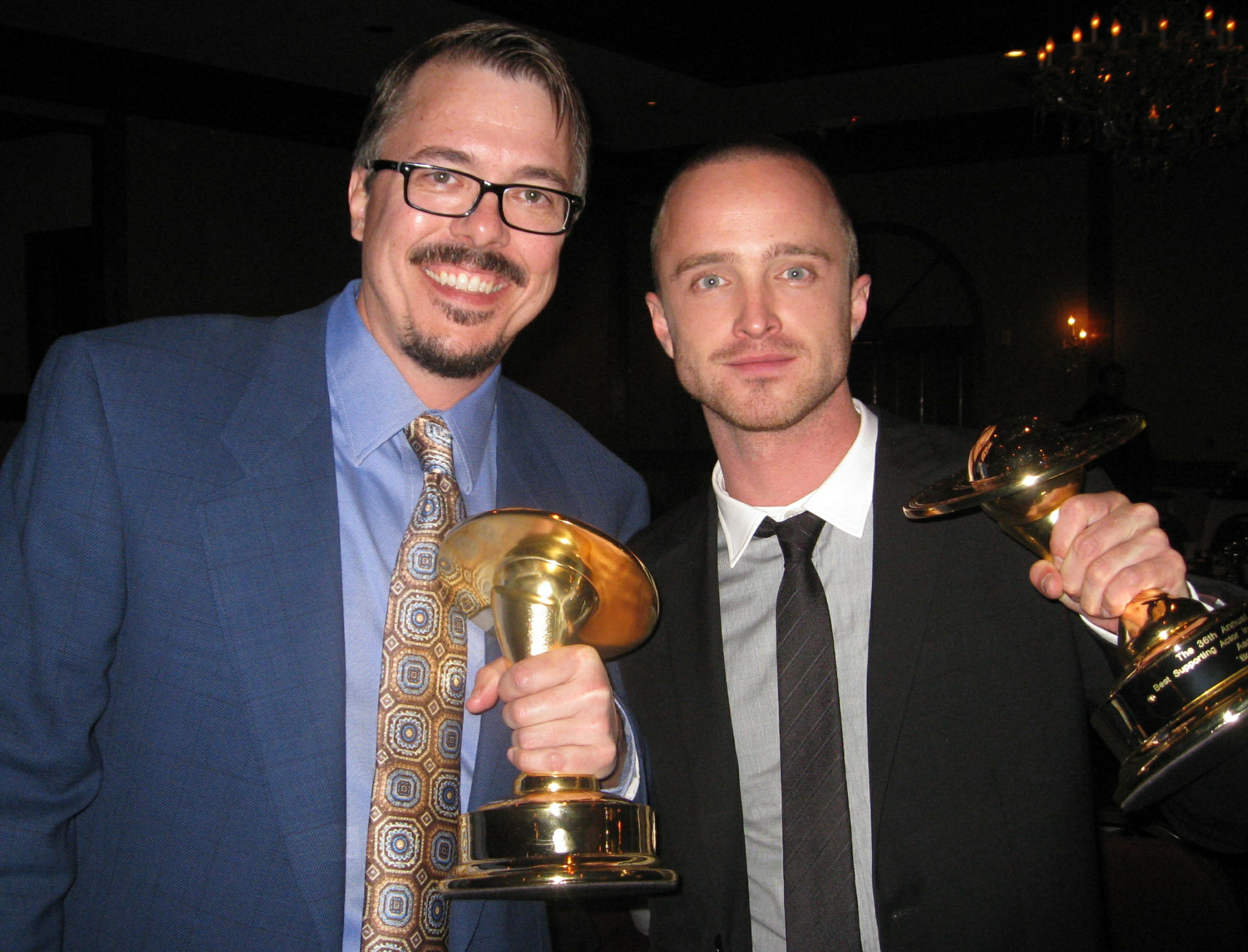
آرون پال (راست) این جایزه را سه‌بار برنده شده‌است، که بیشترین مقدار برد در این رشته است.

جایزه ساترن بهترین بازیگر نقش مکمل مرد تلویزیونی (انگلیسی: Saturn Award for Best Supporting Actor on Television) هرسال توسط آکادمی فیلم‌های علمی-تخیلی، فانتزی و ترسناک برای تقدیر از عملکرد بازیگران در مجموعه‌های تلویزیونی علمی–تخیلی، خیالی و ترسناک اهدا می‌شود.